# Прозоров, Александр Евграфович
Прозоров Александр Евграфович (1889 — 1952) — советский рентгенолог, член-корреспондент АМН.

## Биография
В 1913 году окончил медицинский факультет Московского университета. Позже организовал в гинекологическом институте первое рентгено-радиотерапевтическое отделение. С 1918 по 1924 год служил в Красной Армии в качестве рентгенолога. В 1925 году начал руководить рентгенологическим отделением Центрального НИИ туберкулеза СССР.
С 1926 по 1940 год заведовал рентгенологическим отделением больницы имени Сергея Петровича Боткина. В 1946 — 1949 годах возглавлял кафедру рентгенологии 2-го ММИ.
Прозоров опубликовал около 60 научных работ, включая монографию «Рентгенодиагностика туберкулеза легких», написанную в 1940 году. Прозоров доказал, что существенное значение в развитии туберкулезного процесса имеет обострение затихших туберкулезных очагов. Он обратил внимание на возможность возникновения ателектаза при туберкулезных бронхоаденитах. Его исследования в области изучения нормального легочного рисунка и корней легких и описания вариантов легочного рисунка сыграли важную роль в уточнении ранних рентгенологических проявлений туберкулеза и других легочных заболеваний. Прозоров предложил способо скользящей отметки для уточнения локализации плевритов, а также обратил внимание на феномен смещения и изменения формы тени выпота при плеврите в связи с фазами дыхания. Несколько работ было написано о неспецифических заболеваниях легких.
Был похоронен на Алексеевском кладбище в Москве.

## Награды
- Орден Ленина
- Знак почета

## Сочинения
- Рентгенодиагностика туберкулеза легких, Москва— Ленинград, 1940
- Рентгенологическое исследование при некоторых инфекциях, Москва, 1950 (совместно с Тагером И. Л.).